# Bruno Rosetti
Bruno Rosetti (født 5. januar 1988 i Ravenna, Italien) er en italiensk roer.
Rosetti vandt en bronzemedalje for Italien i firer uden styrmand ved OL 2020 i Tokyo. Han deltog ikke i finaleheatet, men var med i et indledende heat tidligere i konkurrencen.
Rosetti har desuden vundet en VM-sølvmedalje i firer uden styrmand ved VM 2018 i Bulgarien og en bronzemedalje i otter ved VM 2017 i USA.

## OL-medaljer
- 2020:  Bronze i firer uden styrmand